# Jean-François Cassagnau de Saint-Gervais
Pour les articles homonymes, voir Cassagnau et Saint-Gervais.
Jean-François Adrien Cassagnau de Saint-Gervais est un homme politique français né le 10 janvier 1759 à Limoux (Aude) et mort le 28 mai 1819 à Pierre-Buffière (Haute-Vienne).
Entré comme cadet gentilhomme au régiment de Picardie en 1778, il quitte l'armée en 1789, puis devient président de l'administration municipale de Limoux, commandant de la garde nationale et administrateur du département. Il est élu député de l'Aude au Conseil des Cinq-Cents le 22 germinal an V. Rallié au coup d'État du 18 brumaire, il est nommé sous-préfet de Limoux de 1800 à 1815.

## Sources
- « Jean-François Cassagnau de Saint-Gervais », dans Adolphe Robert et Gaston Cougny, Dictionnaire des parlementaires français, Edgar Bourloton, 1889-1891 [détail de l’édition]